# Lolkisale
Lolkisale é uma ala administrativa no distrito de Monduli, na Região de Arusha, na Tanzânia. Segundo o censo de 2002, a ala tem uma população total de 10.179.